# Stefan II (hospodar mołdawski)

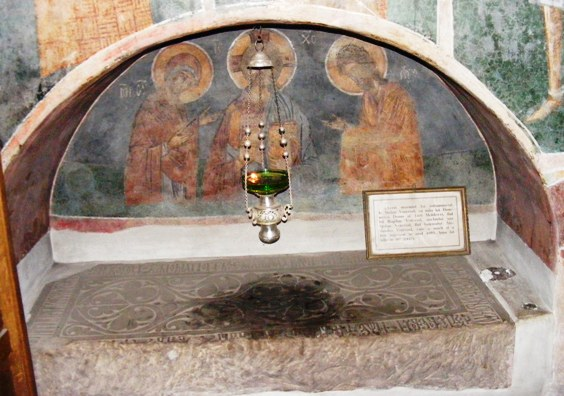
Grób Stefana II

Stefan II (rum. Ștefan; zm. lipiec 1447) – hospodar mołdawski w latach 1433 lub 1434–1447 (od 1435 do 1442 lub 1443 współrządził ze swoim bratem – Eliaszem I, a od 1444 do 1445 z innym bratem – Piotrem II).

## Biografia
Pochodził z dynastii Muszatowiczów, był nieślubnym synem Aleksandra Dobrego. W 1433 lub 1434 wspierany przez bojarów wystąpił przeciwko swemu bratu Eliaszowi i usunął go z tronu. Ten uciekł do Polski, gdzie został uwięziony na życzenie Stefana przez Władysława Jagiełłę. Po śmierci tego ostatniego (1434) został jednak wypuszczony z niewoli i z pomocą Odrowążów zaatakował Mołdawię w 1435 i powrócił na tron w Suczawie, musiał jednak podzielić się władzą ze Stefanem (Eliasz faktycznie rządził w północnej części Mołdawii, Stefan – w południowej). W 1439 i 1440 władztwo Stefana zniszczyły najazdy tatarskie (spalone zostało m.in. Vaslui, jego siedziba). W 1442 lub 1443 Stefan zaatakował i pokonał Eliasza (gdy ten ostatni podjął próbę odzyskania tronu, został w 1444 ostatecznie pokonany przez Stefana, uwięziony i oślepiony). Utraciwszy jednak na rzecz Polski Chocim musiał podzielić się władzą z innym bratem – Piotrem. Tego ostatniego rychło jednak odsunął, oskarżywszy o zmowę z Węgrami. Jednocześnie zobowiązał się do złożenia hołdu królowi polskiemu. W 1447 został zamordowany w spisku zorganizowanym przez syna Eliasza – Romana II, którego wsparli król polski i Wołoszczyzna.